# Décio Roberto
Elias Abreu da Silva, conhecido artisticamente como Décio Roberto (São Paulo, 7 de abril de 1958 - São Paulo, 2 de novembro de 1991), foi um ator e palhaço brasileiro.
Trabalhou no extinto circo do Chico Biruta e em 1984 foi contratado pelo SBT para interpretar o Bozo, o que executou durante 7 anos.

## Morte
Décio Roberto morreu no dia 2 de novembro de 1991 vitimado por broncopneumonia em consequência da toxoplasmose descoberta meses antes de sua morte. Seu corpo foi enterrado no Cemitério de Vila Nova Cachoeirinha.
Segundo a revista "Contigo" de novembro daquele ano, Décio começou a apresentar sintomas de toxoplasmose em janeiro e com o tempo, o estado de saúde se agravou. "Ele começou a se queixar de que não estava bem. Sua boca repuxava um pouco e pensávamos que fosse um princípio de derrame. Mas logo se soube o diagnóstico definitivo. O Décio teve de ser internado e começou sua luta para sobreviver. Infelizmente, ele não resistiu", lamentou Valentino Guzzo (1936-1998), intérprete da Vovó Mafalda.